# Oliviero Conti
Oliviero Conti (Milano, 28 febbraio 1933 – Matteria, 17 agosto 1973) è stato un calciatore italiano, di ruolo attaccante.
Risulta uno dei 100 calciatori più prolifici di tutti i tempi della Serie A, essendo presente in tale classifica al 98º posto con 85 reti realizzate.
È deceduto all'età di 40 anni a seguito di un incidente stradale in Jugoslavia, in cui rimase vittima insieme alla moglie Antonietta Tesser.

## Carriera
Conti iniziò la sua carriera calcistica nel 1950 con il Minerva, una squadra minore di Milano. L'anno successivo fu prelevato dalla Sampdoria, che lo fece esordire in Serie A il 2 dicembre 1951 nella partita contro il Bologna. Dopo aver trascorso una decina di stagioni in massima serie tra la squadra genovese ed il Lanerossi Vicenza, nella stagione 1961-1962 passò al Milan, con cui vinse lo scudetto. Nel 1962 si trasferì al Modena, con la quale disputò altre 3 stagioni tra Serie A e Serie B, poi dal 1966 ha giocato in serie C nello Jesi per poi abbandonare il calcio giocato. Nel 1973 stava iniziando la carriera di allenatore ed aveva iniziato con il Rubiera.
Conti ha giocato una partita in Nazionale B, il 26 giugno 1956, oltre a 2 in Nazionale Giovanile, esordendo il 20 gennaio 1954.

## Palmarès
- Campionato italiano: 1

Milan: 1961-1962